# Olga Fabian
Olga Fabian, geborene Olga Fuchs, auch Olga Sabin (* 15. September 1885 in Wien, Österreich-Ungarn; † Dezember 1983 in New York City, Vereinigte Staaten), war eine österreichische Schauspielerin.

## Leben
Olga Fabian (geboren als Olga Fuchs) hatte seit Beginn des 20. Jahrhunderts auf deutschen Provinzbühnen gestanden, darunter solche in Leipzig, Frankfurt am Main und vor allem in Dresden, wo sie jahrelang am dortigen Staatstheater wirkte. 1918 spielte sie während eines Berlin-Aufenthaltes erstmals in einem Film mit.
Infolge der Machtergreifung der Nationalsozialisten floh die jüdische Künstlerin 1933 zunächst in die Schweiz. Ende März 1939 übersiedelte sie, zusammen mit dem Regisseur Leo Mittler, unter dem Namen Olga Malzmann mit ihrem Sohn Georg in die USA. Dort fand die Schauspielerin zunächst Arbeit als Rezitatorin und Schauspiellehrerin. So stellte sie beispielsweise im November 1940 am Germanischen Museum der Harvard University ein deutsches Kulturprogramm auf die Beine. „Die Kritik überschlug sich: Her technical ability is as outstanding as her talent und: We have never heard better readings of german poetry in this country.“ 1941 gab Olga Fuchs Schauspielunterricht am Bard College. Im selben Jahr gab sie Rezitationsabende an der Harvard Summer School.
Inmitten des Zweiten Weltkrieges ging die Künstlerin nach Hollywood. Dort wirkte sie seit 1943 unter dem Künstlernamen Olga Fabian mit zum Teil winzigen Nebenrollen in einer Reihe von Kino- und Fernsehfilmen mit. Meist wurde sie als schlecht Englisch sprechende, ältere Mitteleuropäerin besetzt. Ihre Abschiedsvorstellung auf der großen Leinwand gab Olga Fuchs / Fabian fast 80-jährig an der Seite von Heinz Rühmann und Vivien Leigh in Stanley Kramers Emigrantendrama Das Narrenschiff.
Von Anfang 1947 bis Ende 1957 erhielt Olga Fabian, seit November 1944 amerikanische Staatsbürgerin, auch Rollen in vier Broadway-Stücken: The Big Two; Come Back, Little Sheba; I am a Camera und The Genius and the Goddess. Nach dem Ende ihrer Filmkarriere ließ sie sich endgültig in New York nieder. Dort starb Olga Fabian hochbetagt im Alter von 98 Jahren.

## Filmografie (Auswahl)
- 1918/19: Kain (4 Teile)
- 1943: Behind Prison Walls
- 1944: Voice in the Wind
- 1944: Waterfront
- 1944: My Pal Wolf
- 1945: Her Highness and the Bellboy
- 1947: My Girl Tisa
- 1948: An Act of Murder
- 1953: The Goldbergs
- 1956: Der falsche Mann (The Wrong Man)
- 1961: Urteil von Nürnberg (Judgment at Nuremberg)
- 1965: Das Narrenschiff (Ship of Fools)
- 1969: J.T.